# Spectacle
Spectacle var en Knäppupprevy som spelade 1955–1956. Textförfattare var Povel Ramel och Yngve Gamlin, den mesta musiken skrevs av Povel Ramel och för regin och koreografin svarade Carl Gustaf Kruuse. Yngve Gamlin stod för dekoren och Allan Johansson var kapellmästare.
Spectacle hade premiär på Idéonteatern den 16 november 1955 och spelade där till den 9 april 1956. Tältturnén över Sverige pågick sedan den 9 maj–15 september 1956.

## Medverkande
Tosse Bark, Gunwer Bergkvist, Astrid Bodin, Ulla-Bella Fridh (i turnén ersatt av Brita Borg), Inga Gill (i turnén ersatt av Cilla Ingvar), Astor Holmqvist, Douglas Håge (i turnén ersatt av Gus Dahlström), Ludde Juberg (i turnén ersatt av Pekka Langer), Martin Ljung, Ulla Nyrén, Oscar Rundqvist, Mille Schmidt, Erik Sjögren med flera.

## Revynummer (i urval)
- Jag är mammas gosse (Oscar Rundqvist)
- Quinnan med stora Q (Martin Ljung)
- Henrietta (Martin Ljung)
- Tjipp tjillevipp (Martin Ljung)
- Lilla helgerånet (operett)
- En ton, en takt, en vals (Martin Ljung)
- Revysamlare Victor Nyctorin (Douglas Håge)

1. ↑  Stig Wallgren: Det är ingen skam att vara pajas bara man vet om det. Mitt liv under en nöjesepok (Sellin 1991), s. 184